# Лозе (Німеччина)
Лозе (нім. Loose) — громада в Німеччині, розташована в землі Шлезвіг-Гольштейн. Входить до складу району Рендсбург-Екернферде. Складова частина об'єднання громад Шляй-Остзее.
Площа — 13,11 км2. Населення становить 832 ос. (станом на 31 грудня 2020).